# André Evard
Jean André Evard (* 1. Juni 1876 in Renan BE bei La Chaux-de-Fonds, Schweiz; † 20. Juli 1972 in Le Locle, Schweiz) war ein Schweizer Maler und Zeichner. Seine besondere Bedeutung liegt im Bereich der konstruktiven Kunst. So zählt er zu den ersten Künstlern, die nicht figurativ gearbeitet haben. Im Laufe seines Lebens entstanden Hunderte von Ölgemälden, eine große Zahl an Zeichnungen sowie ca. 2000 bis 3000 Aquarelle und Gouachen.

## Leben
André Evard wurde am 1. Juni 1876 in Renan (Berner Jura) als Sohn von Jean-Félix Evard (1849–1879) und Marie Sagne (1852–1921) geboren. Nach dem frühen Tod des Vaters zogen Mutter und Sohn nach La-Chaux-de-Fonds, wo Marie Evard eine Konditorei betrieb. Zunächst ebenfalls als Konditor tätig, ermöglichte André eine Erbschaft ein Kunststudium aufzunehmen. Er studierte von 1905 bis 1909 an der École d’Art in La Chaux-de-Fonds und besuchte Kurse in dekorativer Kunst bei Charles L’Eplattenier, einem ehemaligen Schüler von Ferdinand Hodler. Durch L’Eplattenier wurde La Chaux-de-Fonds zu einem Zentrum des Jugendstils in der Schweiz. Sein Interesse galt besonders der Natur des Jura und er forderte seine Schüler dazu auf: „die Natur des Juras – von den Tannen bis zur Tektonik der Kalkfelsen – zu studieren, deren Regelmässigkeiten zu analysieren und in abstrakte Ornamente zu übertragen.“
André Evard tat sich vor allem in der Goldschmiede- und Emaillekunst mit feinsten Arbeiten hervor, weshalb ihn der Kunstkritiker Jean-Marie Nussbaum auch als Juwelier der Malerei bezeichnete. Künstlerisch war Evard zu dieser Zeit noch stark vom Jugendstil beeinflusst. Zu seinen Studienfreunden zählten u. a Le Corbusier, Conrad Meili und Léon Perrin, mit denen er Dekorationen und Ausmalungen von privaten Villen durchführte. Mit Le Corbusier stattete er beispielsweise die Innenräume der Villa Fallet in La Chaux-de-Fonds aus.
Um 1900 bekam Evard Kontakt zu Paul Pettavel, einem Pfarrer in La Chaux-de-Fonds, der eine kostenlose Sonntagszeitung herausgab, „La Feuille du dimanche“, in der er sozialreformerische und pazifistische Ideen propagierte. Auch der Kampf gegen den Alkoholismus war Thema der Wochenzeitung. La Chaux-de-Fonds war damals ein Zentrum des internationalen Pazifismus. Evard wurde Mitglied des Christlichen Jugendverbandes des Pfarrers und verwaltete fast 30 Jahre lang die Herausgabe der Wochenzeitung. Durch seine Aktivitäten bei Pettavel lernte er Louis Reguin kennen, dessen Tochter er 1928 heiratete.
Ab 1907 verlegte Evard sein künstlerisches Interesse fast vollständig auf Malerei und Zeichnung und unternahm im gleichen Jahr eine längere Studienreise nach Italien, wo er sich mit dem Studium alter Meister beschäftigte. Vor allem kleinformatige Porträts sowie stimmungsvolle Landschaftsbilder prägten die Werke der darauffolgenden Jahre. Bereits 1908 stellte er seine ersten Collagen her, die jedoch auf heftige Ablehnung stießen. Auch die Beteiligung an verschiedenen Ausstellungen, wie z. B. 1909 in München oder 1914 in Neuchâtel, führte zu keinem Erfolg. Eine tiefe Schaffenskrise und eine völlige Neuausrichtung waren die Folge. So unternahm er ab 1913 die ersten ungegenständlichen, kubistischen und konstruktiven Versuche, die ihn schließlich in die erste Reihe nicht nur der Schweizer Avantgarde einreihen sollten. Mehr und mehr widmete er sich dem Prinzip der Serie (Beispiel dafür ist die Bilderreihe Roses), da ihn die Variationen eines Grundmotivs und dessen farbliche Variationen faszinierten.
Von 1912 bis zum Ende des Ersten Weltkrieges verwendete André Evard den Namen „Louvrier“ als Pseudonym.
Nach dem Tod der Mutter folgten von 1923 bis 1927 längere Aufenthalte in Paris, bei denen er sich nochmals intensiv mit den alten und modernen Meistern auseinandersetzte und Künstler wie Georges Braque, Robert Delaunay und Theo van Doesburg kennenlernte, der ihn vergeblich zur Mitarbeit in der ‚de-Stijl’-Gruppe zu gewinnen suchte Zudem kam er erstmals mit der afrikanischen Plastik in Berührung, wodurch sein Interesse für die außereuropäische Kunst verstärkt wurde. Vor allem dem Schwarz – für ihn der Aristokrat der Farben – maß er seitdem eine besondere Bedeutung bei. Einige seiner abstrakten, kubistischen und konstruktiven Arbeiten, die in diesen Pariser Jahren entstanden, waren im Salon des Indépendents und im Salon d’Automne zu sehen. Obwohl André Evard nun im Mittelpunkt der Avantgarde stand, reagierte er auf Anfragen des Kunsthandels ablehnend und überließ Galerien oder Sammlern fast niemals seine Arbeiten. Anerkennung suchte er fast ausschließlich im Kontext offizieller Institutionen.
Wieder nach La-Chaux de-Fonds zurückgekehrt, heiratete er 1928 Milca Reguin, die Tochter des Malers Louis Reguin. Das folgende Jahr bildete dann einen gewaltigen Einschnitt: Aufgrund des Börsencrashs verlor er sein gesamtes Vermögen. Bis zu seinem Lebensende lebte er von nun an in bescheidenen Verhältnissen. Reisen nach Paris waren nun nicht mehr möglich. Der Wirkungskreis wurde somit auf seine Heimat begrenzt, die er seitdem niemals mehr verließ. Zudem waren seine avantgardistischen Werke beim konservativen Publikum nicht gefragt. Zunächst stellte er seine Produktion resigniert ein, änderte dann aber ab 1932 seinen Stil, um die Chancen eines Verkaufs zu erhöhen. Es entstand – neben weiteren konkreten Arbeiten – eine Vielzahl an traditionell figurativen fast menschenleeren Landschaftsbildern und Stillleben, die sich durch kräftige Farben auszeichneten: „La Chaux-de-Fonds liegt auf rund 1.000 Meter über dem Meeresspiegel und ist damit eine der höchstgelegenen Städte Europas. Von eben dieser Höhe aus war Evard besonders von dem Lichtschauspiel fasziniert, das sich ihm während der Sonnenauf- bzw. untergänge bot. Die steilen Talflanken (Côtes du Doubs) sind dicht bewaldet und teilweise mit Felsbändern durchzogen.“
Evard beteiligte sich an verschiedenen Ausstellungen, wie beispielsweise der Ausstellung ‚Zeitprobleme in der Schweizer Malerei und Plastik’ von 1936 im Kunsthaus Zürich. Auch trat er 1937 als Mitglied Nr. 10 der damals neu gegründeten Künstlergruppe Allianz bei, die avantgardistischen Künstlern eine Plattform bot und an der wichtige Vertreter der abstrakten und surrealistischen Kunst teilnahmen. Doch auch hier nutzte er die Vorteile der Gruppe nicht, die zudem in seiner Heimat auf nur geringes Publikumsinteresse stieß. Da sich die offizielle Schweizer Kunst am traditionellen Geschmack orientierte, wurde es nahezu unmöglich, einen öffentlichen Auftrag zu erhalten. So geriet Evard langsam in Vergessenheit, der sich zunehmend in eine selbstgewählte Isolation zurückzog.
Beständig wechselte seine Kunst zwischen einem figurativen und einem abstrakten Stil hin und her. Die zahlreichen Landschaftsbilder und Stillleben zeichneten sich dabei durch kräftige Farben aus, bei denen seine pantheistischen Vision der Natur zum Ausdruck kommt. Viele Sonnenuntergänge und farbenfrohe Jura-Landschaften entstanden. Kurz vor seinem Tod im Jahre 1972 vollendete er sein letztes Werk – ein triumphal hell leuchtendes Kreuz. André Evard war bis heute weitgehend vergessen.
1978 erwarb der Sammler Jürgen A. Messmer einen Großteil des Nachlasses von André Evard und machte die Werke seitdem in der Kunsthalle Messmer durch Ausstellungen bekannt. Seit 2007 lobt die Kunsthalle alle 2–3 Jahre den Internationalen André Evard Preis für zeitgenössische Konkrete und Konstruktive Kunst aus, der mit 10.000 Euro dotiert ist.

## Werk
Nach Abschluss seiner Studien malte Evard zunächst im Sinne der französischen Tradition des ausgehenden 19. und des beginnenden 20. Jahrhunderts. Einflüsse der Salonmalerei, des Impressionismus und des Symbolismus werden mit Einflüssen van Goghs, aber auch denen der fernöstlichen Kunst vermischt, wobei die verschiedenen Künstlerhandschriften zu einem ganz eigenen Stil zu verschmelzen scheinen. In seinen Farbkompositionen verstand es Evard, völlig gegensätzliche Farben einer absoluten Harmonie zu unterwerfen. Äußerste Freiheit der Empfindung, große Vielfalt an Stimmungen, subtile Farbmodulationen und chromatische Lebhaftigkeit kennzeichnen seine Werke, da Evard der Farbe ihren ‚Geist’ geben will.
Schrittweise löst er sich schließlich von den vorgegebenen, ornamentalen oder symbolisierenden Formen und gelangt über das Ornament zur Struktur. Bei Werken wie ‚Crocus’, ‚Roses’, ‚Roses noir’, ‚Chardon’, ‚Nocturne’ oder ‚Pyramide’ stehen beispielsweise eine sparsame plastisch-körperliche oder flächenhaft geometrische Zeichnung im Vordergrund. Die Bilder der 20er Jahre erinnern dann an Wassily Kandinsky, Juan Gris und Georges Braque. Wiederum scheint er jedoch alle Einflüsse in einem ganz eigenen Stil zu vereinen.
André Evards Werk lässt sich schwer in die Kategorien der Kunstgeschichte einordnen. Er war keiner Stilrichtung verpflichtet, sondern griff auf Vergangenes zurück, vermischte die Stile und erfand Neues. Sowohl Jugendstil, Kubismus und geometrisch-konstruktive Abstraktionen bestimmen sein Werk. Zählte er in Paris noch zur Avantgarde, zog es ihn später immer wieder zur gegenständlichen Malerei zurück.
Einerseits führt das Spiel der Formen und Farben zu höchst expressiven gegenständlichen Landschaften, andererseits gehen aus der klaren Reduktion faszinierende Stillleben hervor, die ungewohnte Farbkombinationen und völlig neue Objekt-Raumbeziehungen aufweisen. Stets setzte er sich dabei dem Wagnis des Stilbruchs aus, was aber die Besonderheit seines künstlerischen Œuvres ausmacht. Er malte abstrakt, als kaum jemand abstrakt malte und kehrte zur gegenständlichem Malerei zurück, als die Abstrakte Kunst dominierte.

### Landschaftsdarstellungen
André Evards Landschaftsdarstellungen sind bildhafte Beweise seiner großen Liebe zur Natur und durchziehen sein gesamtes Œuvre. Besonders dem Motiv des Baums und des Sonnenauf- und -untergangs widmet er zahlreiche Interpretationen. In früheren Darstellungen setzte er die Motive – geprägt vom Jugendstil – eher verträumt, ornamental oder später impressionistisch um. Diese fast flüchtige Malweise lässt das Interesse des Malers an dieser damals völlig neuen und revolutionären Auffassung der Malerei erkennen. Dennoch ist, wie für Evard üblich, auch bei den Landschaftsbildern eine zeitliche Einordnung meist nicht möglich, da er sich stilistisch nie festlegte, denn auch konstruktivistischen und abstrakte Kompositionen, die die Landschaften in geometrischen und zersprengten Fragmenten wiedergeben, gehören zu seinem Repertoire. Im Œuvre des Künstlers herrscht somit ein spannender Kontrast zwischen den gegenständlichen Interpretationen und den meist farbgewaltigen, abstrakten Arbeiten, die konstruktivistische Elemente beinhalten.

### Jugendstil
André Evards Professor Charles L’Eplattenier ist stark vom Jugendstil geprägt und spielt eine entscheidende Rolle bei der Entwicklung des sogenannten „Style sapin“ einer regional geprägten Ausrichtung dieses Kunststils. Sein basiert auf der Lehre einer genauen Naturbetrachtung und der Abstrahierung von Formen. Auch Evard arbeitet in diesem Stil und verarbeitet die Einflüsse des Jugendstils in seiner Kunst. Da Evard und seine Freunde und Mitstudenten León Perrin und Le Corbusier von ihrem Lehrer hochgeschätzt wurden, verschaffte ihnen L’Eplattenier die Möglichkeit, an der Gestaltung der berühmten Villa Fallet in La Chaux-de-Fonds beteiligt zu sein. Außer der dekorativen Ausarbeitung dieser Fassade zusammen mit anderen Künstlern gestaltete Evard zusammen mit seinem Lehrer das Krematorium der Stadt La Chaux-de-Fonds. Später wendet er sich künstlerisch vom Jugendstil ab, wird durch ihn jedoch stilistisch noch weitere Jahre in seinen Arbeiten beeinflusst.

### Konkret Konstruktiv
Bereits seit 1913 geht André Evard der Frage nach, wie er die äußere Welt in seinen Werken abstrakt darstellen kann. Seine Kunst soll aus geometrischen Formen bestehen und durch eine klare, systematischen Komposition aufgebaut werden. Aus diesem Grund unterteilt Evard seine Gemälde in zwei Ebenen: ein naturgetreuer Vordergrund und ein abstrakter Hintergrund, in dem die Formen der realen Welt immer noch erkennbar sind. Erst Jahre später entfernt sich Evard so sehr von den gegenständlichen Formen, dass er seine Kunst nicht mehr aus Gegenständen ableitet, sondern ungegenständliche Formen ganz neu erschafft.

#### Les Roses
Ein Musterbeispiel für die Entwicklung von der gegenständlichen zur konstruktiven Malerei bildet die Serie der Roses. So entsteht 1917 mit den ‚Trois roses’ die erste Ausführung eines Motivs, dem er sich über ein Jahrzehnt lang widmen wird. Serien des gleichen Motivs kommen in der Kunstgeschichte immer wieder vor. Eine berühmte Serie, in der das gleiche Motiv mehrmals bearbeitet wurde, ist zum Beispiel die Kathedrale von Rouen (Monet).
Im Gegensatz zu Monet, der lediglich die Farben aufgrund der unterschiedlichen Lichtwirkung verändert, wird in dieser Serie zuweilen die gesamte Komposition einem Wandel unterzogen. An der Serie kann man gut nachvollziehen, wie eine Entwicklung über den Kubismus hin zum Konstruktivismus stattfindet. Anfangs noch darauf bedacht, die Farben der Natur wahrheitsgetreu wiederzugeben, löst er sich immer mehr davon und zerteilt die Bilder durch vertikale und horizontale Linien, sodass sich die Rosen immer mehr in geometrische Formen aufspalten.

### Stillleben
Durch die 1916 ausgeführte Ausstellung in der großen Halle der Hauptpost in La-Chaux-des-Fonds von Madeleine Woog, Charles Humbert, Philippe Zysset und Lucien Schwob wird das Interesse Evards an der Gattung des Stilllebens geweckt, was dazu führt, dass er sich von nun an auch Stillleben-Motiven und Innenräumen widmet. Dabei rückt er oft ein bestimmtes Element ins Blickfeld des Betrachters, während er eine gewisse Naturtreue und räumliche Perspektive nie ganz auf gibt.

## Werke Online
- Decorative project for living room. La Chaux-de-Fonds 1908.[12]
- Bildbesprechung: André Evard[13]

## Ausstellungen (Auswahl)
- 1936: Zeitprobleme in der Schweizer Malerei und Plastik,[14] Kunsthaus Zürich, Zürich, Schweiz
- 1981: 1936 – eine Konfrontation,[15] Kunsthaus Aarau, Schweiz
- 1981: Konstruktive Kunst in der Schweiz 1915–1945,[15] Kunstmuseum Winterthur, Schweiz
- 1993: Kunstmuseum Olten[16] Olten, Schweiz
- 2005: André Evard. De l´Art nouveau a l´abstraction,[17] Musée des beaux-arts, La Chaux-de-Fonds, Schweiz
- 2009: Hommage an André Evard,[18] Kunsthalle Messmer, Riegel am Kaiserstuhl, Deutschland
- 2012: Le Corbusier & André Evard. Vom Jugendstil zur Moderne,[19] Kunsthalle Messmer, Riegel am Kaiserstuhl, Deutschland
- 2016 André Evard: Der Farbe ihren Geist geben. 1876 bis 1972,[20] Galerie Michael Schultz, Berlin, Deutschland
- 2018 André Evard: Farben der Natur,[21] Galerie Messmer, Riegel am Kaiserstuhl, Deutschland
- 2019 10 Jahre Kunsthalle Messmer: Ein Leben für die Kunst,[22] Kunsthalle Messmer, Riegel am Kaiserstuhl, Deutschland